# Marshalljohnstonia
Marshalljohnstonia (лат.) — монотипный род цветковых растений семейства Астровые (Asteraceae), включающий вид Marshalljohnstonia gypsophila Henrickson. Выделен американским ботаником Джеймсом Салбергом Хенриксоном в 1976 году.

## Распространение и среда обитания
Единственный вид является эндемиком Мексики, известный из местности Сьерра-де-лас-Делисьяс на западе штата Коауила, в пустыне Чиуауа.
Встречаются на месторождениях гипса на склонах, отсюда видовой эпитет.

## Общая характеристика
Кустарники.
Листья мясистые.
Соцветие-корзинка окружена многорядной обвёрткой, несёт 10—18 цветков цветом от розового до фиолетового.
Плод — семянка цилиндрической формы с придатком-паппусом.
Число хромосом — n=9.